# Pleurotus abieticola
Pleurotus abieticola är en svampart som beskrevs av R.H. Petersen & K.W. Hughes 1997. Pleurotus abieticola ingår i släktet Pleurotus och familjen musslingar.   Inga underarter finns listade i Catalogue of Life.